# کنتس از خنده مرد
کُنتس از خنده مُرد (انگلیسی: The Countess Died of Laughter) یک کمدی جنسی ایتالیایی-اتریشی است که در سال ۱۹۷۳ منتشر شد.

## گزیدهٔ بازیگران
- تری توردایی
- گابریله تینتی
- فمی بنوسی
- زونیا ژانین
- مارگوت هیلشر
- ژاک ارلن